# 沙夫巴赫河
50°24′19″N 6°41′29″E / 50.4053822°N 6.691314°E

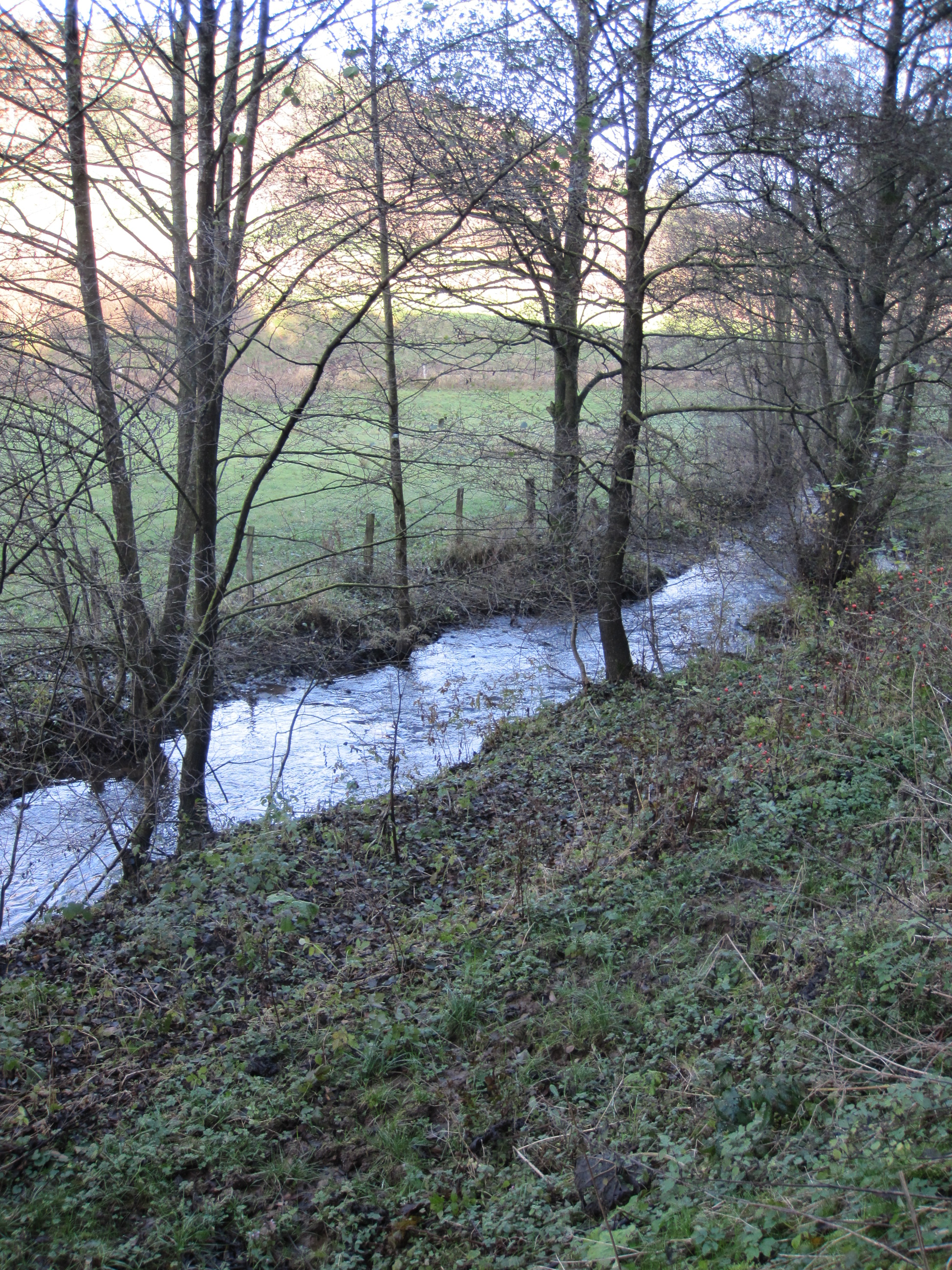
沙夫巴赫河

沙夫巴赫河（德語：Schaafbach），是德國的河流，位於該國西部，處於北萊茵-威斯特法倫州，屬於阿爾河的右支流，河道全長11.4公里，流域面積28平方公里。